# 加里宁 (加依勒区)
加里宁是吉尔吉斯斯坦楚河州加依勒区下辖的一个村。根据2009年吉尔吉斯共和国人口普查，全村人口为3740人。